# Sean Astin
Sean Patrick Duke (Santa Monica (Californië), 25 februari 1971) is een Amerikaans filmacteur, regisseur en producent.
Astin is een zoon van Patty Duke en John Astin, zijn biologische vader is Michael Tell. Astin heeft een jongere broer die ook acteert, Mackenzie Astin. 
Hij had al enkele belangrijke rollen op zijn naam, waaronder als Mikey in The Goonies (1985), en in 1993 de titelrol in Rudy. Hij brak echter definitief door met zijn rol als Samwise Gamgee in Peter Jacksons Lord of the Rings films. In het vijfde seizoen van 24 had Astin ook een rol. In 2017 had hij een rol als Bob Newby in de populaire Netflixserie Stranger Things. 
Astin is getrouwd en heeft drie dochters.

## Gedeeltelijke filmografie
- The Man in the White Van (2023)
- No Good Nick (2019)
- Stranger Things (2017-2019)
- Do You Believe? (2015)
- LEGO Dimensions (2015)
- The Colour of Magic (2008)
- Click (2006)
- Bigger Than the Sky (2005)
- Smile (2005)
- 50 First Dates (2004)
- The Lord of the Rings: The Return of the King (2003)
- The Lord of the Rings: The Two Towers (2002)
- The Lord of the Rings: The Fellowship of the Ring (2001)
- The Sky Is Falling (2000)
- Kimberly (1999)
- Boy Meets Girl (1998)
- Bulworth (1998)
- Courage Under Fire (1996)
- Harrison Bergeron (1995)
- Rudy (1993)
- Encino Man (1992)
- Memphis Belle (1990)
- The War of the Roses (1989)
- White Water Summer (1987)
- The Goonies (1985)